# パット・ヘネン
パット・ヘネン（Pat Hennen, 1953年4月27日 - 2024年4月7日）は、アメリカ合衆国アリゾナ州フェニックス出身の元オートバイレーサー。アメリカ人として初めてロードレース世界選手権で優勝したライダーである。

## 経歴
ヘネンのレースキャリアは、若いころに家族と共に移り住んだ北カリフォルニアでダートトラックレースに出会ったところから始まった。そこで注目を集めたヘネンはスズキのファクトリーチームに迎えられ、グランプリへの参戦を開始する。そして1976年、ヘネンは初出場ながらフィンランドで1勝を挙げ、500ccクラスでランキング3位を得た。このフィンランドの勝利が、アメリカ人がグランプリで初めて勝った瞬間であった。この時の勝利が余りにも予想外であったため、フィンランドのオーガナイザーは表彰式で流すべきアメリカ国歌のテープを用意していなかった。
翌1977年、シルバーストンで行われたイギリスGPで1勝を挙げたヘネンは、前年に続いてランキング3位となった。ヘネンはまた、グランプリのシーズンオフにニュージーランドで開催されていたマールボロ・シリーズに参戦し、スズキのTR500、TR750、RG500といったマシンで3シーズン連続チャンピオンに輝いている（1974-75、1975-76、1976-77の3シーズン）。マールボロ・シリーズは5シーズンに渡って開催されたが、ヘネンはそのうちの3シーズンでタイトルを獲ったのである。
そして1978年、グランプリの合間を縫って出場したマン島TTレースでのクラッシュによって、前途有望と思われていたヘネンのレースキャリアは突然終わりを迎えることになった。その日も好調で20分台後半のコースレコードを叩き出したヘネンは、150mph（約240km/h）の高速で縁石に突っ込んだのである。その時何が起きたのかは今もってはっきりとは分かっておらず、噂では鳥にぶつかったのではないかと言われている。その時のクラッシュによってヘネンは頭部に重傷を負い、奇跡的に一命を取りとめたものの、その後遺症によりレースから引退せざるを得なかった。
現在ヘネンはカリフォルニアのサンマテオに住んでおり、2007年にはAMAモーターサイクル殿堂入りを果たした。
2024年4月7日に肺癌で死去。70歳没。

## ロードレース世界選手権での戦績[4]
- 凡例

| 年   | クラス | マシン | 1     | 2     | 3     | 4     | 5      | 6     | 7     | 8      | 9     | 10    | 11    | ポイント | 順位 | 勝利数 |
| ---- | ------ | ------ | ----- | ----- | ----- | ----- | ------ | ----- | ----- | ------ | ----- | ----- | ----- | -------- | ---- | ------ |
| 1976 | 500cc  | スズキ | FRA - | AUT - | ITA 5 | IOM - | NED 2  | BEL 8 | SWE - | FIN 1  | CZE - | GER 3 |       | 46       | 3位  | 1      |
| 1977 | 500cc  | スズキ | VEN 3 | AUT - | GER 2 | ITA - | FRA 10 | NED 3 | BEL 3 | SWE 10 | FIN - | CZE 4 | GBR 1 | 67       | 3位  | 1      |
| 1978 | 500cc  | スズキ | VEN 2 | SPA 1 | AUT - | FRA 2 | ITA 2  | NED - | BEL - | SWE -  | FIN - | GBR - | GER - | 51       | 6位  | 1      |